# Kilimagomphus massaiensis
Kilimagomphus massaiensis är en mångfotingart som beskrevs av Carl Graf Attems 1938. Kilimagomphus massaiensis ingår i släktet Kilimagomphus och familjen Gomphodesmidae. Inga underarter finns listade i Catalogue of Life.